# Pseudima costaricensis
Pseudima costaricensis är en kinesträdsväxtart som beskrevs av L. O. Williams & P. H. Allen. Pseudima costaricensis ingår i släktet Pseudima och familjen kinesträdsväxter. Inga underarter finns listade i Catalogue of Life.